# ReuniON
ReuniON è un doppio album in studio del gruppo musicale italiano dei Ricchi e Poveri pubblicato il 26 febbraio 2021 dalla Sony Music. È stato anticipato dal singolo L'ultimo amore (Vers. 2020) pubblicato il 6 febbraio 2020. L'album segna il ritorno nel gruppo di Marina Occhiena e Franco Gatti.

## Tracce
CD1
1. L'ultimo amore (Everlasting Love) – 2:58 (Buzz Cason, Mac Gayden, Mogol)
2. La prima cosa bella – 3:39 (Mogol, Nicola Di Bari, Gian Franco Reverberi)
3. Che sarà (feat. José Feliciano) – 3:34 (Franco Migliacci, Jimmy Fontana, Italo Greco, Carlo Pes)
4. Dolce frutto – 3:14 (Cristiano Minellono, Umberto Balsamo)
5. Coriandoli su di noi – 3:43 (Italo Terzoli, Enrico Vaime, Carla Vistarini, Marcello De Martino)
6. Una musica – 3:46 (Paolo Limiti, Mario Migliardi, Mike Bongiorno, Maurizio Seymandi)
7. Sarà perché ti amo – 3:36 (Pupo, Daniele Pace, Dario Farina)
8. M'innamoro di te – 3:48 (Cristiano Minellono, Dario Farina)
9. Come vorrei – 3:12 (Cristiano Minellono, Dario Farina)
10. Piccolo amore – 3:20 (Cristiano Minellono, Dario Farina)

CD2
1. Made in Italy – 2:52 (Cristiano Minellono, Gian Piero Reverberi, Dario Farina)
2. Mamma Maria – 2:57 (Cristiano Minellono, Dario Farina)
3. Voulez vous danser – 3:10 (Cristiano Minellono, Paolo Amerigo Cassella, Dario Farina)
4. Cosa sei – 3:48 (Cristiano Minellono, Dario Farina)
5. Hasta la vista – 3:26 (Cristiano Minellono, Paolo Amerigo Cassella, Dario Farina)
6. Sei la sola che amo – 4:41 (Cristiano Minellono, Dario Farina)
7. Acapulco – 3:28 (Cristiano Minellono, Michael Hofmann, Dario Farina)
8. Ciao Italy, ciao amore – 3:07 (Cristiano Minellono, Michael Hofmann, Dario Farina)
9. Se m'innamoro – 3:15 (Cristiano Minellono, Dario Farina)
10. Canzone d'amore – 3:49 (Toto Cutugno, Giancarlo Rampazzo, Dario Farina)
11. Buona giornata – 3:35 (Depsa, Mauro Paoluzzi, Vittorio Cosma)

## Formazione
Musicisti
- Angelo Sotgiu: voce
- Angela Brambati: voce
- Franco Gatti: voce
- Marina Occhiena: voce
- Lucio Fabbri: chitarra, basso, pianoforte, tastiera, violino, viola, percussioni
- Marco Guarnerio: chitarra, basso, pianoforte, tastiera
- Marco Forni: chitarra, basso, pianoforte, tastiera
- Massimo Germini: chitarra
- Roberto Gualdi: batteria, percussioni
- Daniele Moretto: tromba, flicorno
- Amedeo Bianchi: sax alto, sax tenore, sax baritono
- Matteo Cantaluppi: chitarra, basso, tastiera in L'ultimo amore
- Marco Sfogli: chitarra elettrica in Made in Italy

Produzione
- Registrazione e missaggio presso "Metropolis Recording Studio" di Milano
- Pietro Caramelli: mastering c/o "Energy Mastering" di Milano
- Lucio Fabbri: arrangiamenti e direzione musicale
- Lucio Fabbri e Matteo Cantaluppi: arrangiamenti de L'ultimo amore
- Lucio Fabbri e Marco Forni: arrangiamenti di Dolce frutto e Una musica
- Lucio Fabbri e Marco Guarnerio: arrangiamenti di Coriandoli su di noi e Buona giornata
- Alessandro Marcantoni: tecnico del suono, programmazione computer e tastiere
- Stefano Puliafico: assistente di studio
- Lucio Fabbri: produttore per Amarena Music
- Danilo Mancuso: produttore esecutivo e management per DM Produzioni
- Chiara Olivieri: coordinamento
- Michele Ricciardi: back office
- Alessandro Cavaliere: concept and artwork
- Gessica Giglio: ufficio stampa
- Fabio Leidi: foto
- Susanna Ausoni: styling
- Elisabetta Franchi, Tombolini: abiti

## Classifiche
| Classifica (2021) | Posizione massima |
| ----------------- | ----------------- |
| Italia            | 43                |

## Dettagli pubblicazione
| Paese  | Data | Etichetta  | Formato | Nº Catalogo |
| ------ | ---- | ---------- | ------- | ----------- |
| Italia | 2021 | Sony Music | CD      | 19439875042 |

Pubblicazione & Copyright: 2021 - DM Produzioni - Milano.

Distribuzione: Sony Music - Milano.